# Il papero più ricco del mondo
Il papero più ricco del mondo è il dodicesimo e ultimo capitolo della Saga di Paperon de' Paperoni, serie a fumetti realizzata dallo statunitense Don Rosa che narra la storia del papero più ricco del mondo.

## Genesi della trama
Zio Paperone e la disfida dei dollari è, per Don Rosa, la più bella storia mai apparsa su un albo a fumetti. È anche il motore ispiratore più importante per questo capitolo finale, nonostante non vi sia alcun riferimento evidente. Tutta la storia, infatti, gioca sul fatto che per Paperino e i suoi nipotini, lo zio Paperone è solo un povero vecchio con tanti soldi (Only a Poor Old Man, che poi è il titolo originale della storia di Barks); infatti i quattro, secondo i quali la felicità è rappresentata da un gustoso gelato, non riescono a comprendere la passione per il denaro che ha lo zio, quel gusto di gettarvisi per dei lunghi bagni ristoratori, o scavarci gallerie come una talpa, o farsi calare le monete sulla testa. Per Paperone è questa la felicità, anche se è più complessa da raggiungere, ed è anche il punto da cui inizia tutta la saga, nonché la sua giusta conclusione. Però, come già si capisce leggendo la Disfida dei dollari, ogni moneta, ogni dollaro è legato ad un ricordo, ad una avventura che spiega questo rapporto così stretto di Paperone con il denaro.

## Trama
1947: i ricordi tormentano Paperone dopo che 17 anni prima ha messo alle porte i parenti e ora si sente solo e inutile. Questa mancanza di affetti spinge Paperone a incontrare Paperino ed i pronipoti Qui, Quo e Qua. I quattro passano la vigilia di Natale nello chalet dello zio sul Monte Orso e fanno ritorno verso la villa di Paperone e dopo si recano al deposito.
A questo punto sono doverose alcune precisazioni: era necessario, per Don Rosa, ottenere due risultati importanti. Prima di tutto spiegare come Paperone fosse diventato, da personaggio acido ed apatico, l'arzillo e grintoso papero del finale di Paperino e il Natale sul Monte Orso e delle storie successive; quindi spiegare una volta per tutte che la Numero Uno non è un portafortuna, ma un simbolo, un catalizzatore della sua volontà (che poi è il motivo per cui questa monetina è così desiderata da Amelia: ha assorbito parte dell'energia di Paperone). Per fare tutto ciò Don Rosa rimette in campo il Capitan Bassotto, questa volta spalleggiato dai suoi nipoti, che assaltano il Deposito durante la visita dei paperi e li rinchiudono in un ripostiglio, per portarsi via con comodo i sacchi del denaro.
Paperone tira fuori dal baule dei ricordi il piccone usato nel Klondike, sfonda la porta ed a bordo di una slitta trainata da un cavallo si lancia all'inseguimento dei Bassotti. Sbaragliati i Bassotti e riportato al deposito il denaro trafugato, la conclusione sembra una sola: piangersi addosso per gli anni passati e per quelle emozioni che non si potranno più ripetere. Intervengono, allora, i nipotini, con sguardi che mostrano che il loro intento in realtà non è offendere lo zio ma spronarlo a ritrovare la propria energia. E tutto si conclude con la ritrovata voglia di vivere e con il solito bagno tra le monete.

## Storia editoriale
Le fonti di ispirazione dell'autore si trovano nelle seguenti storie di Barks: Paperino e il Natale sul Monte Orso, Paperino e il mercoledì nero. Questo capitolo è ambientato nel periodo barrato tra le ultime due pagine della storia Paperino e il Natale sul Monte Orso, quindi prima dell'ultima pagina e dopo la penultima.
La struttura di questo capitolo si ispira al celebre film di Orson Welles, Quarto potere (1941), che si apriva con la parola rosebud (sostituita da Doretta, in una scena pressoché identica) e con il cinegiornale che ci raccontava, da un punto di vista esterno, la vita del protagonista, magnate della stampa, prigioniero per anni del suo stesso castello.
Nelle tavole disegnate i cinque paperi prima attraversano la sala dei trofei e dei ricordi (che poi verrà trasferita al Deposito), dove sulle pareti, tra gli altri, si trova l'Eisner Award assegnato nel 1995 alla saga di Don Rosa.
In Italia è stata edita in La saga di Paperon de' Paperoni (2016).